# Steatoda caspia
Steatoda caspia là một loài nhện trong họ Theridiidae.
Loài này thuộc chi Steatoda. Steatoda caspia được A. V. Ponomarev miêu tả năm 2007.